# Psalm 69
Psalm 69: The Way to Succeed and the Way to Suck Eggs je páté řadové album americké industriální skupiny Ministry. Je považováno za klasiku této skupiny a patří mezi nejtvrdší počiny, které kdy tato kapela vydala. Bylo vydáno v roce 1992. Skutečný název alba je ΚΕΦΑΛΗΞΘ (řecké slovo zhruba anglicky vyslovováno "ke-fa-lee," což znamená "hlava" nebo "lídr," a číslo 69 v řeckých číslovkách)
Z alba vzešel singl Jesus Built my Hotrod, který kapelu katapultoval mezi pomyslnou elitu. U této písně hostoval zpěvák Gibby Haynes. Název písně N.W.O. je zkratka, která znamená New World Order.

## Seznam skladeb
1. "N.W.O." – 5:31 (Jourgensen, Barker)
2. "Just One Fix" – 5:11 (Jourgensen, Barker, Rieflin, Balch)
3. "TV II" – 3:04 (Jourgensen, Barker, Scaccia, Rieflin, Connelly)
4. "Hero" – 4:13 (Jourgensen, Barker, Rieflin)
5. "Jesus Built My Hotrod" – 4:51 (Jourgensen, Barker, Balch, Rieflin, Haynes)
6. "Scare Crow" – 8:21 (Jourgensen, Barker, Scaccia, Rieflin, Balch)
7. "Psalm 69" – 5:29 (Jourgensen, Barker)
8. "Corrosion" – 4:56 (Jourgensen, Barker)
9. "Grace" – 3:05 (Jourgensen, Barker)

### Singly
- "Jesus Built My Hotrod" (1991)
- "N.W.O." (1992)
- "Just One Fix" (1992)

## Sestava

### Ministry
- Al Jourgensen – zpěv, kytara, klávesy, produkce
- Paul Barker – baskytara, programování, vokály, produkce

### Hosté
- Bill Rieflin – bicí
- Mike Scaccia – kytara
- Michael Balch – klávesy, programování
- Howie Beno – programování
- Louis Svitek – kytara
- Gibby Haynes – zpěv v páté skladbě
- Jeff "Critter" Newell – zvukař
- Paul Manno – engineer